# Rio Glodul Mare
O Rio Glodul Mare é um rio da Romênia, afluente do Secu, localizado no distrito de Neamţ.